# Fire & Desire
Fire & Desire è stato una tag team di wrestling attivo in WWE tra il 2018 e il 2020, formata da Mandy Rose e Sonya Deville.
Nonostante abbiano iniziato a fare squadra nel 2018, le due erano già precedentemente alleate nella stable Absolution insieme a Paige.

## Nel wrestling

### Mosse finali
Mandy Rose
- Bed of Roses (Double underhook lifting sitout facebuster)

Sonya Deville
- Hellevator (Vertical suplex in una Spinebuster)